# Anacroneuria iridescens
Anacroneuria iridescens és una espècie d'insecte plecòpter pertanyent a la família dels pèrlids.
L'adult presenta el cap de color marró vermellós i les ales tenyides de color ambre amb la nervadura groga.
En el seu estadi immadur és aquàtic i viu a l'aigua dolça, mentre que com a adult és terrestre i volador.
Es troba a Sud-amèrica: Bolívia.